# أليس ستيوارت
أليس ستيوارت (بالإنجليزية: Alice Stuart)‏ هي مغنية مؤلفة أمريكية، ولدت في 1942 في شيلان في الولايات المتحدة.

## وصلات خارجية
- أليس ستيوارت على موقع ميوزك برينز (الإنجليزية)
- أليس ستيوارت على موقع أول ميوزيك (الإنجليزية)
- أليس ستيوارت على موقع ديسكوغز (الإنجليزية)